# Campursari
Campursari (indonesisch, aus campur, „gemischt“, und sari, „Hauptbestandteil, Essenz“) ist ein Popularmusikstil in Indonesien, der nach der Mitte des 20. Jahrhunderts entstand und Musikinstrumente des javanischen Gamelan mit Instrumenten der modernen Popmusik verbindet.

## Entstehung
Popularisiert wurde der Campursari durch den aus Yogyakarta stammenden Musiker Manthous (1950–2012). Mit seiner 1993 gegründeten Musikgruppe machte er in den folgenden Jahren Campursari auf Java bekannt, vor allem in der Regionen Yogyakarta, Jawa Tengah und Jawa Timur, aber auch in anderen Regionen mit einer javanischen Diaspora.

## Musikinstrumente
Neben den Instrumenten des javanischen Gamelan kommen sowohl klassische Instrumente wie Geige, Cello und Kontrabass als auch moderne Instrumente wie Keyboard, E-Gitarre, E-Bass und Schlagzeug zum Einsatz.

## Bekannte Sängerinnen und Sänger

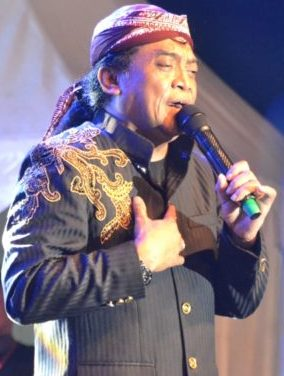
Campursari-Sänger Didi Kempot

- R.M. Samsi
- Manthous
- Didi Kempot
- Cak Diqin
- Sunyahni
- Soimah
- Koko Thole
- Soni Joss
- Deny Caknan